# 歐洲環境衛星

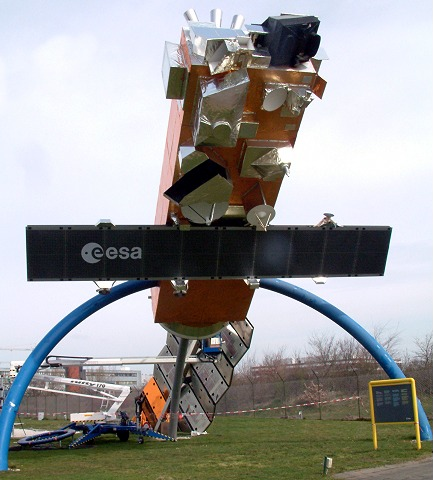
Envisat之模型

歐洲環境衛星是一枚由建造的地球觀測衛星，原名為，是由「Environmental Satellite」（環境衛星）組成的複合字。這枚衛星在2002年5月1日由亞利安娜5型火箭搭載，發射至太陽同步繞極軌道上790公里（±10公里）的高空。卫星每101分钟绕地球一圈，每35天一个周期。
歐洲環境衛星搭載了九款地球觀測裝備，能利用各種不同的測量原則，收集關於地球的各項資訊（陸地、水、冰，以及環境）。
Google上的卫星图片没有时效性，现在欧洲空间局在网上发布人造卫星Envisat拍摄的最新照片，只有被阳光照射到的地方才能实时看到。
部份裝備是曾搭載在早期ERS-1、ERS-2及其他衛星上的改良進化版。
- ASAR（Advanced Synthetic Aperture Radar，進階合成孔径雷达）
- MERIS（MEdium Resolution Imaging Spectrometer，中解析度圖像光谱仪）
- AATSR（Advanced Along Track Scanning Radiometer，進階沿跡掃描輻射儀）
- RA-2（Radar Altimeter 2，雷達高度計）
- MWR（Microwave Radiometer，微波輻射儀）
- DORIS（Doppler Orbitography and Radiopositioning Integrated by Satellit，都卜勒追蹤系統接收儀）
- GOMOS（Global Ozone Monitoring by Occultation of Stars，全球臭氧掩星監測儀）
- MIPAS（Michelson Interferometer for Passive Atmospheric Sounding，邁克生被動大氣遙測干涉儀）
- SCIAMACHY（SCanning Imaging Absorption SpectroMeter for Atmospheric CHartographY，大氣製圖光譜掃描影像儀）

## 外部連結
- 歐洲太空總署的環境衛星網頁 （页面存档备份，存于）（英文）
- 歐洲環境衛星發射升空 （页面存档备份，存于）（BBC中文新聞）